# هایوورث
longitudeهایوورثlatitudeهایوورث
هایوورث (به انگلیسی: Highworth) یک شهرک در بریتانیا است که در انگلستان واقع شده‌است.

## خصوصیات
هایوورث ۷٬۹۹۶ نفر جمعیت دارد.